# قرة بن هبيرة القشيري
هو قرة بن هبيرة القشيري، وفد على النبي صلى الله عليه وسلم وقال له: يا رسول الله، الحمد لله، إنا كنا نعبد الآلهة لا تنفعنا ولا تضرنا. فقال رسول الله : «نعم ذا عقلًا» ، وقرة هو جد الشاعر الصمة القشيري ، وأحد وجوه وفود العرب التي وفدت على النبي صلى الله عليه وسلم.

## نسبه
- هو قرة بن هبيرة بن عامر بن سلمة بن قشير بن كعب بن ربيعة بن عامر بن صعصعة بن معاوية بن بكر بن هوازن بن منصور بن عكرمة بن خصفة بن قيس عيلان بن مضر بن نزار بن معد بن عدنان.

## سيرته
- قرة بن هبيرة هو الذي قتل عمران بن مرة الشيباني وله يقول الجعدي:

- ذكر المرزباني أنه قرة بن هبيرة شهد يوم شعب جبلة وكان قبل مولد النبي بسبع عشرة سنة، ووفد على النبي فأنشده:

- قال يزيد بن جابر أخبرني شيخ عن رجل من بني قشير يقال له قرة بن هبيرة أنه أتى النبي صلى الله عليه وسلم فقال له أنه كانت لنا أرباب تعبد من دون الله فبعثك الله فدعوناهن فلم يجبن وسألناهن فلم يعطين وجئناك فهدانا الله وقال رسول الله صلى الله عليه وسلم قد أفلح من رزق لبا قال يا رسول الله اكسني ثوبين من ثيابك قد لبستهما فكساه فلما كان بالموقف في عرفات قال رسول الله صلى الله عليه وسلم أعد علي مقالتك فأعاد عليه فقال رسول الله صلى الله عليه وسلم أفلح من رزق لبا.

## ارتداده ثم توبته
بعد وفاة النبي صلى الله عليه وسلم، نزل عمرو بن العاص بعد منصرفه من عمان عند قرة بن هبيرة القشيري وحوله عسكر من بني عامر فذبح له وأكرم مثواه فلما أراد الرحلة خلا به قرة فقال يا هذا إن العرب لا تطيب لكم نفسا بالإتاوة فإن أنتم أعفيتموها من أخذ أموالها فستسمع لكم وتطيع وإن أبيتم فلا أرى أن تجتمع عليكم فقال عمرو أكفرت يا قرة وحوله بنو عامر فكره أن يبوح بمتابعتهم فيكفروا بمتابعته فينفر في شر فقال لنردنكم إلى فيئتكم وكان من أمره الإسلام اجعلوا بيننا وبينكم موعدا فقال عمرو أتوعدنا بالعرب وتخوفنا بها فوالله لأوطئن عليك الخيل وقدم على أبي بكر والمسلمين فأخبرهم.
فبعث أبو بكر خالد بن الوليد لقتال المرتدين، وأتى عمرو بن العاص لخالد بن الوليد وقال ياأبا سليمان لا يفلتن منك قرة بن هبيرة؛ ولما اجتمعت بنو عامر عند خالد جعل يعقد عليهم الأَيمان ويقول: عليكم عهد الله وميثاقه لتؤمنن بالله وبرسوله ولتقيمن الصلاة ولتؤتُن الزكاة، تبايعون على ذلك أبناءكم ونساءكم آناء الليل والنهار، قالوا: نعم. حتى إذا فرغ من بيعتهم أوثق قرة بن هبيرة وبعثه إلى المدينة إلى أبي بكر. فقال قرة: يا خليفة رسول الله، والله ما كفرت، فاسأل عمرو بن العاص فإن لي عنده شهادة، ليالي أقبل من عمان خرجت في مائة من قومي خفراء له، وقبل ذلك ما أكرمت منزله ونحرت له، فسأل أبو بكر عمرا فقال: نزلت به فلم أر لضيف خيرا منه، لم يتركني وخرج معي في قومه خفراء، ثم ذكر عمرو ما قال قرة فقال قرة: انزع ياعمرو. فقال عمرو: لو نزعت نزعت. فلم يعاقبه أبو بكر وعفا عنه وكتب له أمانا، واعتذر قرة بن هبيرة عن ارتداده بأنه كان له مالَ وولد، فخاف عليهم ولم يرتد في الباطن، فأطلقه أبو بكر الصديق وعفى عنه.